# Махачкала (аеропорт)
Міжнародний аеропорт Уйташ, також аеропорт Махачкала (IATA: MCX, ICAO: URML) — аеропорт федерального значення в Махачкалі, Дагестан, Росія. У перекладі з Кумицької мови «Уйташ» — кам'яний будинок.

## Опис, історія
Аеропорт розташований за 4,5 км від Каспійська і за 16,2 км від Махачкали.
Летовище приймає повітряні судна таких типів: Airbus A318/319/320/321, Boeing 737, Boeing 757, Sukhoi Superjet 100, Ан-148, Ту-134, Ту-154, Ту-204/214, Як-40, Як-42. Приймає вертольоти всіх типів.
29 жовтня 2023 року в летовищі сталися заворушення антисемітського характеру. Натовп увірвався до терміналу, розшукуючи пасажирів, що мали прибути з Ізраїлю. 20 людей було поранено.

## Авіалінії та напрямки, листопад 2020
| Авіакомпанія       | Пункт призначення                                                              |
| ------------------ | ------------------------------------------------------------------------------ |
| Aeroflot           | Москва-Шереметьєво                                                             |
| Азимут             | Краснодар, Ростов-на-Дону                                                      |
| Azur Air           | Сезонний чартер: Анталія                                                       |
| flydubai           | Дубай                                                                          |
| Nordstar Airlines  | Москва-Домодєдово                                                              |
| Nordwind Airlines  | Сезонний чартер: Анталія                                                       |
| Pegas Fly          | Сезонний чартер: Дубай-Аль-Мактум                                              |
| Pobeda             | Краснодар, Москва-Внуково, Ст Петербург, Новий Уренгой, Ростов-на-Дону, Сургут |
| Red Wings Airlines | Москва-Домодєдово                                                              |
| SCAT               | Актау                                                                          |
| Utair              | Москва-Внуково, Мінеральні Води Сезонний: Сургут Хадж: Джидда, Медіна          |
| UVT Aero           | Казань                                                                         |
| Yakutia Airlines   | Москва-Внуково                                                                 |

## Ресурси Інтернету
- Офіційний сайт [Архівовано 28 жовтня 2016 у Wayback Machine.]